# Volaka
Volaka este o localitate din comuna Gorenja vas - Poljane, Slovenia, cu o populație de 76 de locuitori.